# Anarquismo na Tunísia

Manifestação da Primavera Árabe

O anarquismo na Tunísia tem suas raízes nas obras do filósofo ibne Caldune, com o movimento anarquista moderno sendo trazido pela primeira vez ao país no final do século XIX por imigrantes italianos. O movimento anarquista contemporâneo surgiu como resultado da Primavera Árabe e no rescaldo da Revolução Tunisiana.

## História
Os Amazigues do início da Tunísia viviam em aldeias agrícolas semi-independentes, compostas de pequenas unidades tribais compostas sob um líder local que trabalhava para harmonizar seus clãs. A administração dos assuntos nessas primeiras aldeias Amazigue provavelmente era compartilhada com um conselho de anciãos. Com o estabelecimento fenício de Cartago e outras cidades-estados, as aldeias Amazigue foram inspiradas a se unirem para comandar exércitos em grande escala, o que trouxe a centralização da liderança. A Tunísia foi posteriormente governada como um estado pelos cartagineses, romanos, vândalos e bizantinos, antes de ficar sob o controle dos califados islâmicos . A partir do século 10, a Tunísia medieval foi governada como uma monarquia por uma série de dinastias amazigues, incluindo os zíridas, almóadas e haféssidas.

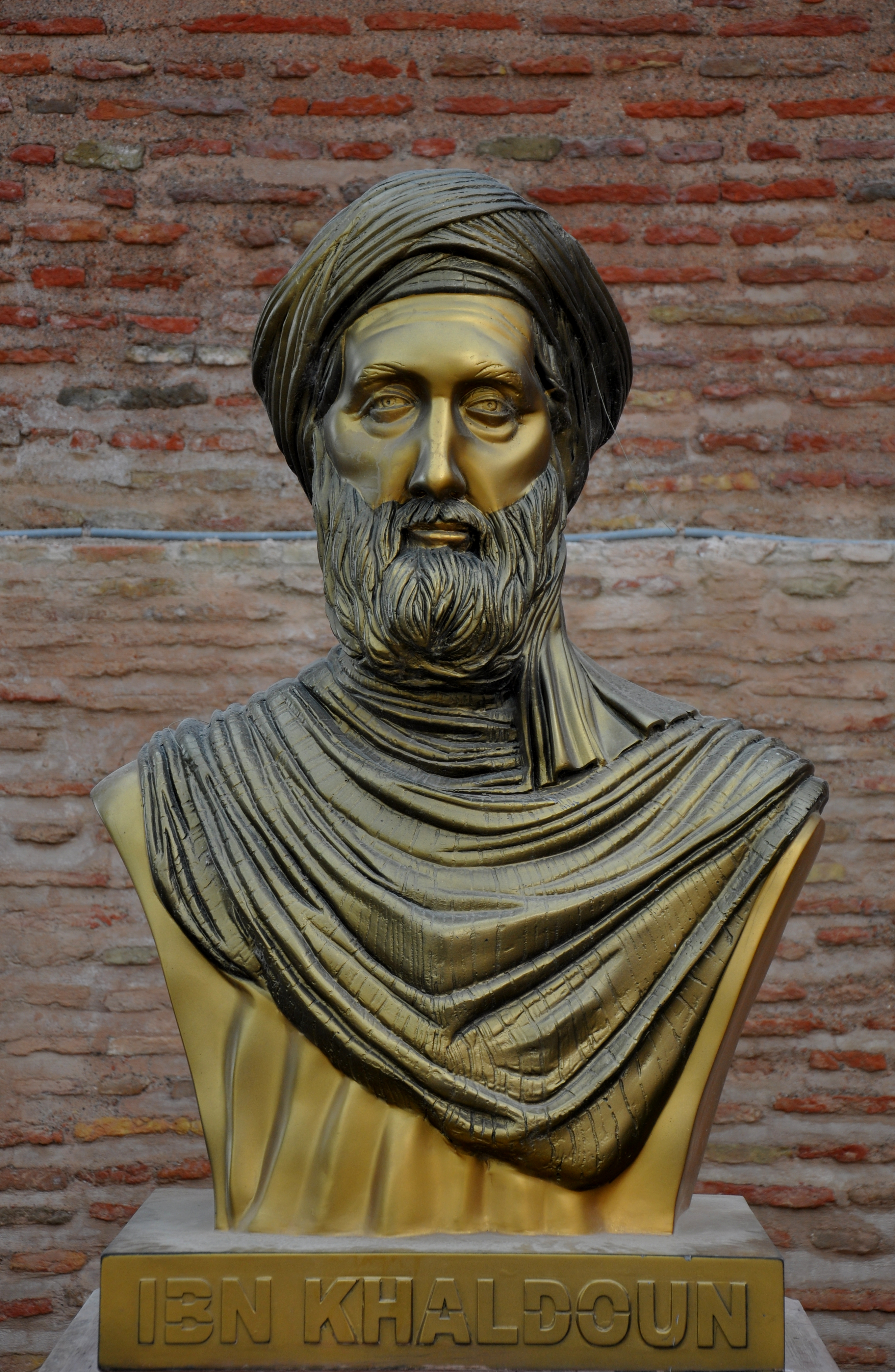
Busto de ibne Caldune, um dos primeiros sociólogos associado ao desenvolvimento da filosofia libertária na Tunísia

Uma das primeiras figuras associadas ao movimento libertário da Tunísia foi ibne Caldune, um filósofo do século XIV de Tunis, particularmente devido ao seu livro: o Muqaddimah . Tendo observado os primeiros estágios da acumulação primitiva de capital, Ibn Khaldun desenvolveu uma teoria do valor-trabalho. Ele também desenvolveu uma teoria política de coesão social conhecida como Asabiyyah, descrevendo uma forma de sociedade unida pela solidariedade social, semelhante a uma filosofia do republicanismo clássico.
Em 1574, a Tunísia foi conquistada pelos otomanos e integrada ao império como uma província . Uma série de revoluções durante o final do século 17 resultou no estabelecimento do autônomo Beylik de Tunis, governado pelos beis, que mantiveram o controle da Tunísia mesmo após o estabelecimento do protetorado francês da Tunísia.
Quando o Risorgimento estabeleceu o Reino unido da Itália, Túnis tornou-se um local de refúgio para os italianos que fugiam da perseguição do novo governo, com muitos anarquistas italianos se mudando para a cidade. No final do século 19, uma série de periódicos anarquistas em língua italiana começaram a ser publicados em Tunis. Estes incluíram O Trabalhador (1887-1904) e O Protesto Humano (1896), editado pelo médico calabresa Nicolò Converti, bem como As Vésperas Sociais (1924) e As Vésperas Anarquistas (1924), editadas por Paolo Schicchi.
Após a independência da Tunísia da França, Habib Bourguiba se tornou o primeiro presidente da Tunísia, constituindo um estado de partido único sob o Partido Socialista do Desturiano e proclamando-se presidente vitalício. O governo experimentou brevemente o socialismo durante a década de 1960, sob a direção do líder sindical Ahmed Ben Salah, mas isso foi encerrado em 1969 após uma série de revoltas camponesas contra as políticas de coletivização e nacionalização . Em 1987, Bourguiba foi afastado em um golpe de estado por Zine El Abidine Ben Ali, que assumiu a presidência. Ben Ali transformou o partido governante no Comício Constitucional Democrático e iniciou uma série de reformas, aumentando a privatização econômica. Os controles sobre a oposição política foram afrouxados, mas, na prática, a oposição tinha pouco poder para afetar a mudança.
Alto desemprego, inflação de alimentos, corrupção, falta de liberdade política e más condições de vida levaram a uma onda de manifestações em dezembro de 2011, catalisadas pela autoimolação de Mohamed Bouazizi . Anarquistas tunisianos estavam entre os participantes, incluindo o Movimento da Desobediência, que convocou ocupações, greves gerais e outros atos de desobediência civil. Os sindicatos também desempenharam um papel fundamental nos protestos, convocando uma onda de greves contra o governo. Após 28 dias de resistência civil sustentada, em janeiro de 2011, o governo de Ben Ali foi derrubado e a Tunísia iniciou um processo de democratização.

O novo clima político criado pela revolução permitiu a emergência do movimento anarquista tunisiano na esfera pública. Mas também viu o crescimento do islamismo no cenário político, com o Movimento Ennahda vencendo a eleição da Assembleia Constituinte da Tunísia em 2011 e formando um governo de coalizão. O Movimento da Desobediência subseqüentemente denunciou o que eles descreveram como uma "contra-revolução" pelo novo governo liderado pelos islâmicos e emitiu uma declaração de princípios pedindo o estabelecimento do socialismo libertário na Tunísia.

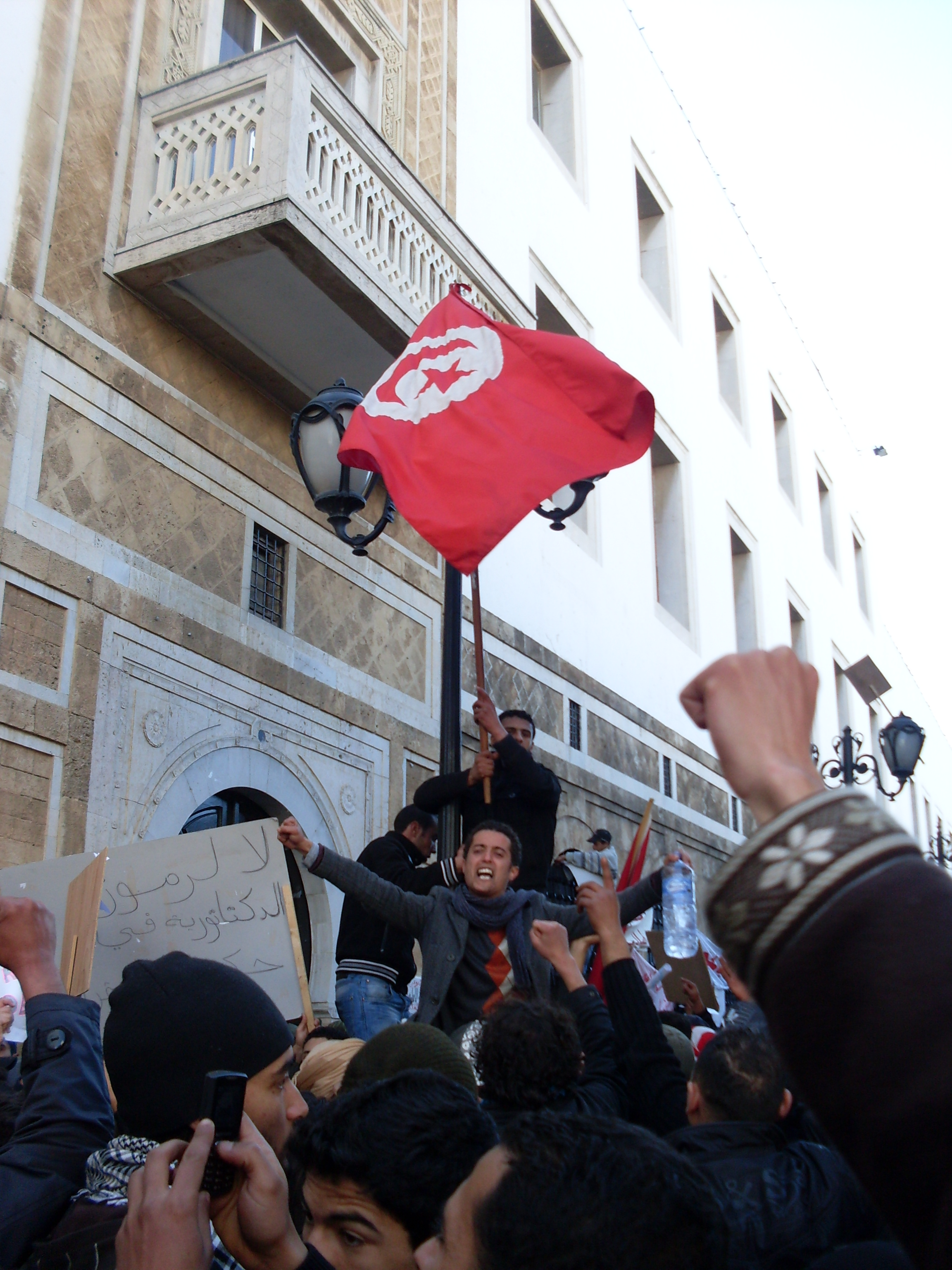
Manifestações antigovernamentais durante a revolução tunisiana, que derrubou o governo de Zine El Abidine Ben Ali.

Em 6 de fevereiro de 2013, o líder da oposição de esquerda Chokri Belaid foi assassinado do lado de fora de sua casa por um atirador desconhecido, desencadeando uma crise política e iniciando uma nova série de protestos contra o novo governo. Durante os protestos, a sede do Movimento Ennahda foi incendiada, em ação reivindicada por anarquistas tunisianos. Em março de 2013, o Movimento da Desobediência publicou um manifesto anticapitalista, em resposta à realização do Fórum Social Mundial em Túnis. No início de julho de 2013, o Movimento da Desobediência também lançou um apelo à unidade dos elementos revolucionários na Tunísia. Em 21 de julho de 2013, três afiliadas do grupo anarcofeminista Feminist Attack foram presas e espancadas pela polícia por picharem a parede do Ministério de Assuntos da Mulher.
Em 25 de julho de 2013, outro líder político de esquerda , Mohamed Brahmi, foi assassinado fora de sua casa. O Movimento da Desobediência respondeu apelando à criação de conselhos locais e regionais, com o objetivo de coordenar a autogestão dos recursos comunitários, em alternativa ao sistema estatal existente.
Em agosto de 2013, a ativista feminista Amina Tyler anunciou que estava deixando a organização Femen devido à islamofobia . Em vez disso, ela se associou ao Feminist Attack, participando de uma de suas ações em Tunis, e publicou uma foto sua de topless enquanto acendia um cigarro usando um coquetel molotov, com as palavras "não precisamos da sua democracia" e um círculo - um pintado em seu torso.
Em janeiro de 2021, uma série de protestos começou após a agressão policial contra um pastor em Siliana, que viu tumultos se espalharem pela Tunísia e o deslocamento da polícia e do exército em várias cidades, com a prisão de centenas de pessoas. Os anarquistas estavam entre uma ampla coalizão de participantes nos protestos, que notavelmente não incluíam fundamentalistas islâmicos, exigindo a abolição da opressão policial e a rejeição do Fundo Monetário Internacional. Um dos grupos que participou dos protestos foi o coletivo anarquista e antifascista "The Wrong Generation", que popularizou entre os manifestantes o slogan "há raiva sob o solo", possivelmente inspirado no poema de Aboul-Qacem Echebbi Aos tiranos do Mundo.